# Fiat 2300
Fiat 2300 je šestiválcový automobil vyšší střední třídy (segment E) vyráběných italskou automobilkou Fiat v letech 1961–1969 v provedení čtyřdveřový sedan (navrhl Dante Giacosa), pětidvéřové kombi a dvoudvéřové kupé. Model Fiat 2300 nahradil po dvou letech výroby Fiat 2100 v modelové řadě Fiat 1800 a 2100, zatímco nižší model Fiat 1800 zůstal ve výrobě až do roku 1969, společně s modelem Fiat 2300. Za zvláštní zmínku stojí také to, že od roku 1966 byl Fiat 2300 (jako první model automobilky) nabízen také s třístupňovou automatickou převodovkou americké společnosti Borg Warner.

## Fiat 2300 Coupé
Model Fiat 2300 nahradil Fiat 2100, oproti staršímu modelu byla k dispozici nejen verze sedan a kombi, ale také dvě varianty kupé: Fiat 2300 Coupé a Fiat 2300S Coupé (s výkonnějším motorem vybaveným dvojitým karburátorem). Tyto varianty ovšem nenavrhl přímo Fiat, ale společnost Carrozzeria Ghia. První prototyp prezentovala na Turínském autosalonu v roce 1960.
Produkční verzi, založenou na novém sedanu Fiat 2300 prezentovala v roce 1961 a prodávat se začala v roce 1962. Carrozzeria Ghia sice kupé navrhla, ale neměla pro něj dostatečné výrobní kapacity, takže se musela obrátit na společnost Officine Stampaggi Industriali.
Návrh kupé byl přizpůsoben platformě sedanu 2300, se kterým sdílí nejdůležitější komponenty. Sám Fiat 2300 sedan, přestože šlo o nový model, vycházel konstrukčně z osvědčeného návrhu modelu Fiat 2100 z roku 1959 (avšak je vybaven větším motorem). Rozvor, výška a šířka modelů 2100 a 2300 jsou stejné, jen délka je nepatrně (20 mm) větší. Kupé je maličko širší a má také mírně odlišné zpřevodování. Kupé má standardně elektricky ovládaná okna a různé luxusnější vybavení.

## Specifikace
Většina vyrobených kusů sedanu a kupé je vybavena čtyřstupňovou, plně synchronizovanou převodovkou. Automatická spojka značky Saxomat se nabízela jako příplatková výbava. Od roku 1966 bylo možné místo toho zvolit třístupňovou automatickou převodovkou americké společnosti Borg Warner, poprvé u Fiatu.
Šestiválcový řadový motor s rozvodem OHV má litinový blok motoru a hliníkovou hlavu válců. Základní verze motoru má jeden dvojitý karburátor, výkonnější verze 2300S má dva dvojité horizontální karburátory.
| Model  | Roky    | Motor                 | Objem vrtání x zdvih     | Výkon          | Palivový systém         |
| ------ | ------- | --------------------- | ------------------------ | -------------- | ----------------------- |
| 2300   | 1962–68 | řadový šestiválec OHV | 2279 cm³ 78 mm x 79,5 mm | 117 k / 86 kW  | dvojítý karburátor      |
| 2300 S | 1962–68 | řadový šestiválec OHV | 2279 cm³ 78 mm x 79,5 mm | 150 k / 110 kW | dva dvojité karburátory |

## Fotogalerie

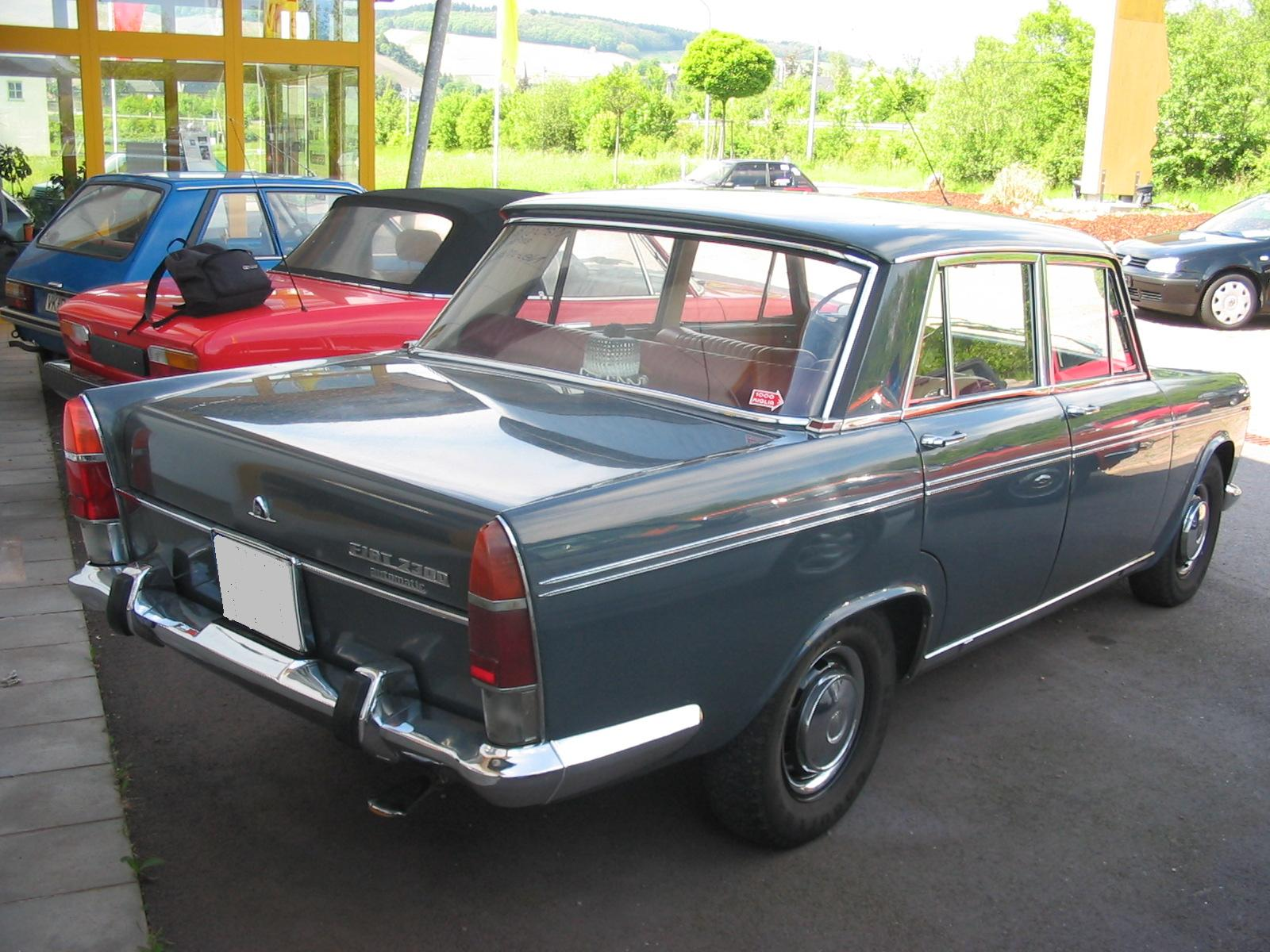
Fiat 2300 sedan
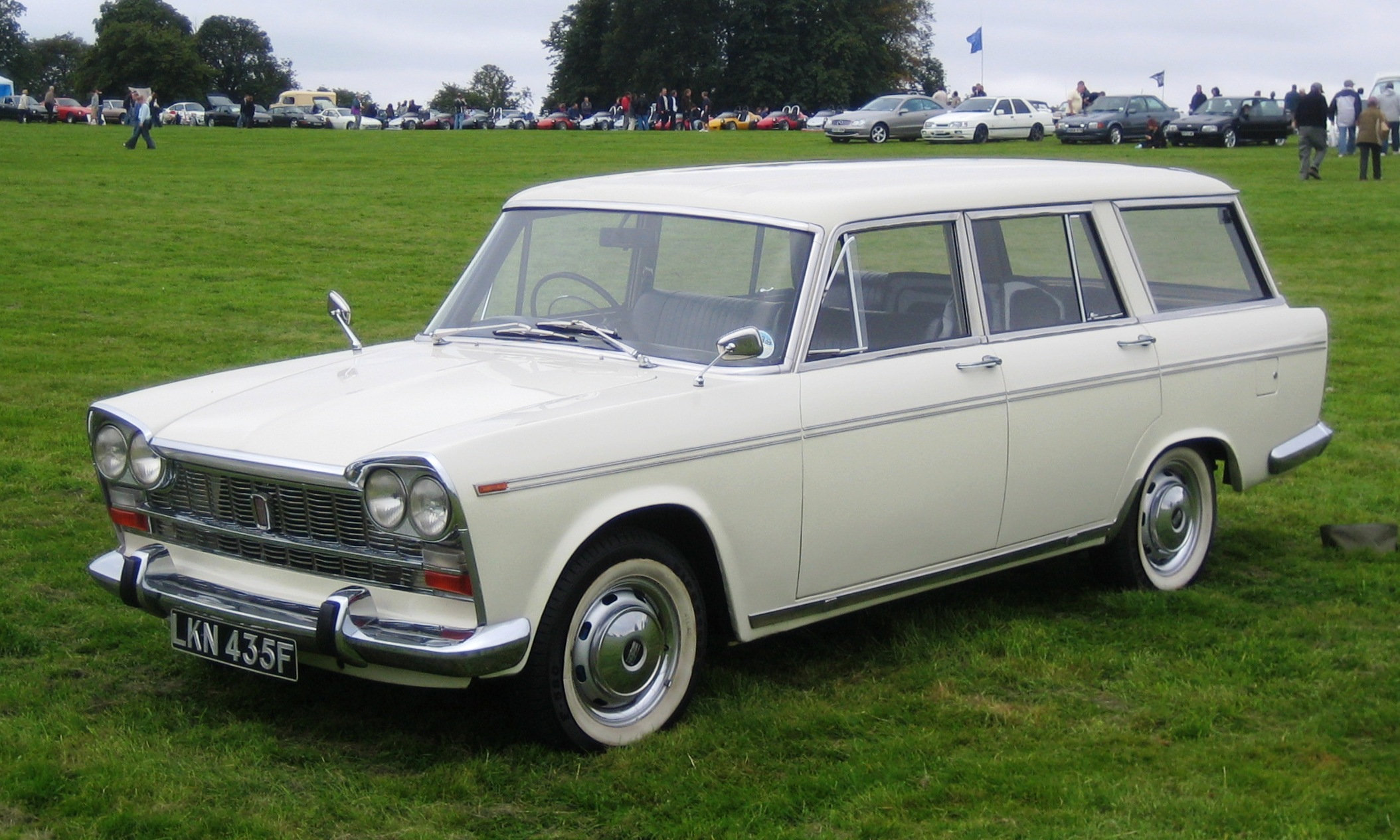
Fiat 2300 kombi (UK, 1967)
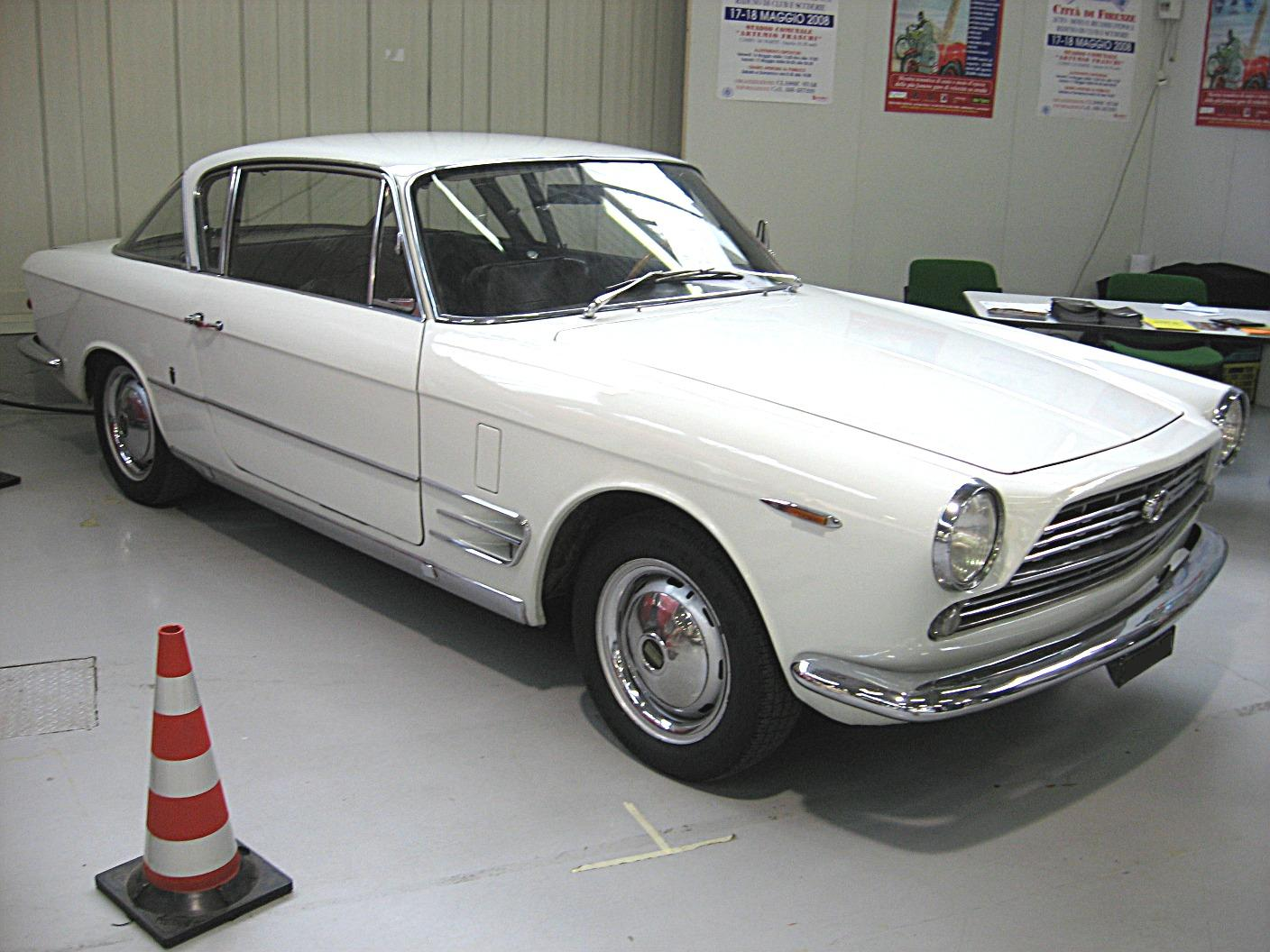
Fiat 2300 S Coupe
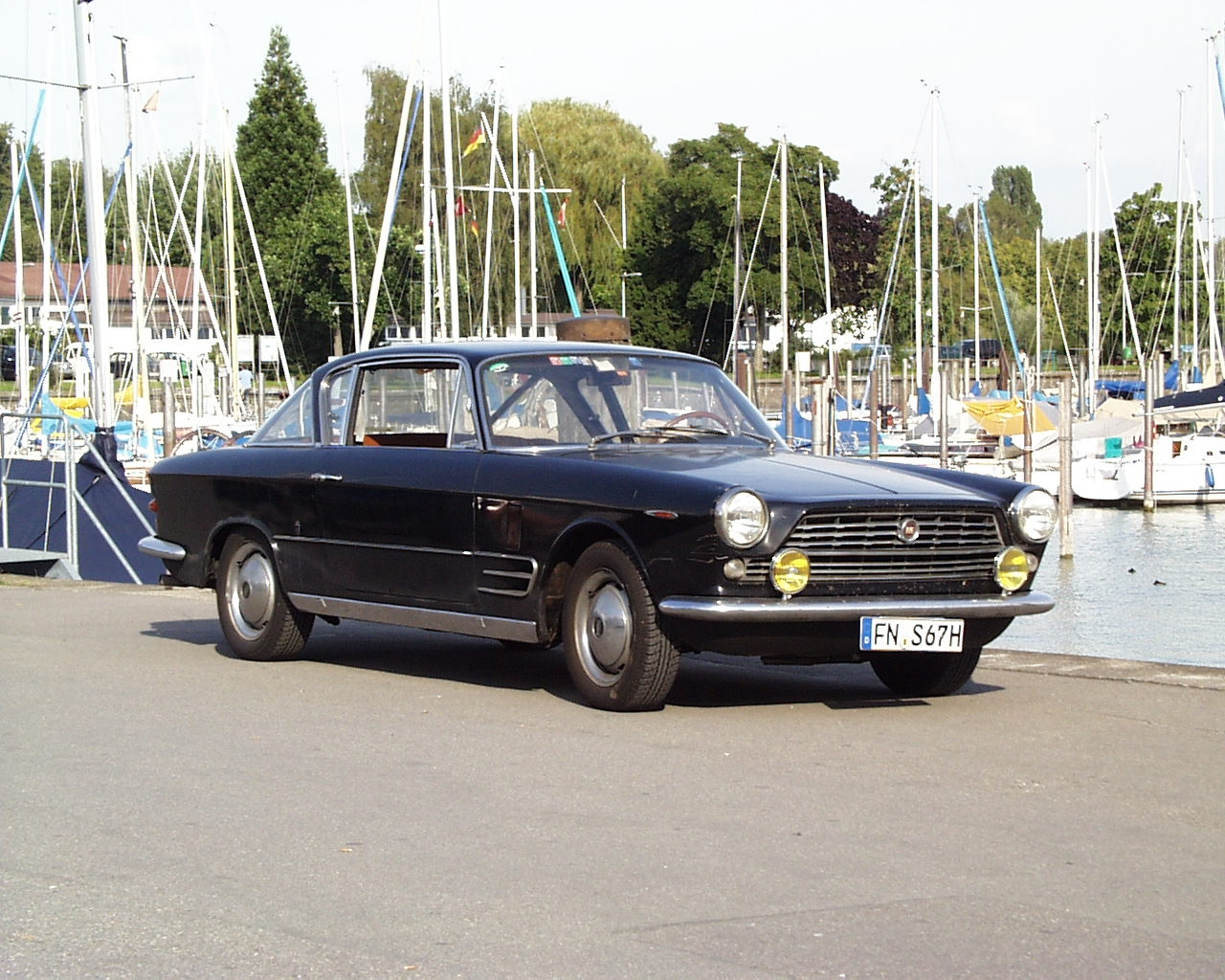
Fiat 2300 S Coupe, 2. série
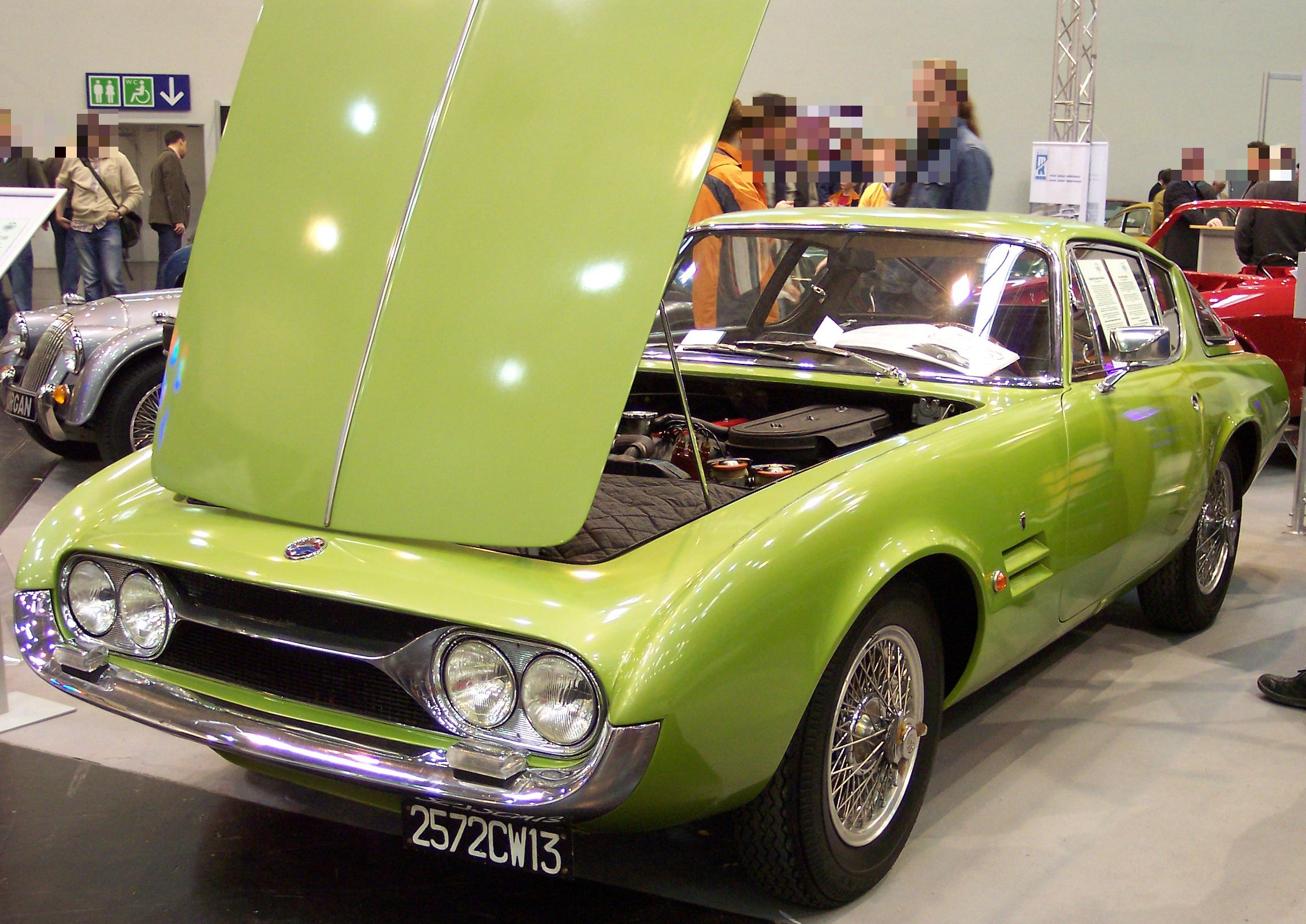
Ghia-Fiat G230S založený na Fiat 2300 S